# Critogaster pinnata
Critogaster pinnata är en stekelart som beskrevs av Mayr 1906. Critogaster pinnata ingår i släktet Critogaster och familjen fikonsteklar. Inga underarter finns listade i Catalogue of Life.